# Polluxia vultuosa
Polluxia vultuosa är en insektsart som beskrevs av Irena Dworakowska 1974. Polluxia vultuosa ingår i släktet Polluxia och familjen dvärgstritar.
Artens utbredningsområde är Kongo. Inga underarter finns listade i Catalogue of Life.